# James Patrick
James Alan Patrick, född 14 juni 1963, är en kanadensisk före detta professionell ishockeyspelare som tillbringade 21 säsonger i den nordamerikanska ishockeyligan National Hockey League (NHL), där han spelade för ishockeyorganisationerna New York Rangers, Hartford Whalers, Calgary Flames och Buffalo Sabres. Han producerade 639 poäng (149 mål och 490 assists) samt drog på sig 759 utvisningsminuter på 1 280 grundspelsmatcher. Han spelade även för tyska Frankfurt Lions i DEL mellan 2005 och 2006.
Han draftades i första rundan i 1981 års draft av New York Rangers som nionde spelare totalt.
Den 8 september 2005 valde Patrick avsluta sin NHL–karriär och blev på direkten anställd som tekniktränare för Buffalo Sabres, men under året så valde han att snöra på skridskorna en gång till för ett sista äventyr och skrev på för ett år med Frankfurt Lions i DEL. 2006 valde han att lägga av för gott och blev anställd igen av Sabres men nu som assisterande tränare åt Lindy Ruff. När Ruff fick sparken av Sabres den 20 februari 2013 så fortsatte Patrick som assisterande tränare åt den nya tränaren, Ron Rolston. Den 9 maj fick Patrick och sin tränarkollega Kevyn Adams sparken av Sabres. När Ruff blev anställd som ny tränare för Dallas Stars under junimånad så fick Patrick en förfrågan om att följa med honom till Stars för att fortsätta som assisterande tränare åt honom. Patrick sa ja till erbjudandet och allt blev officiellt den 24 juli samma år.